# Brevöppningsaffären 1844
Brevöppningsaffären 1844 i Storbritannien bestod däri att inrikesministern sir James Graham med begagnande av en tidigare använd rätt, som även senare fick kvarstå, hade låtit öppna Mazzinis post för att underrätta neapolitanska regeringen om i dessa brev avhandlade revolutionsplaner. Att "grahamisera" (to grahamize) blev i folkhumorn beteckningen för hemligt öppnande av främmande brev. 